# Gert Jeschonnek

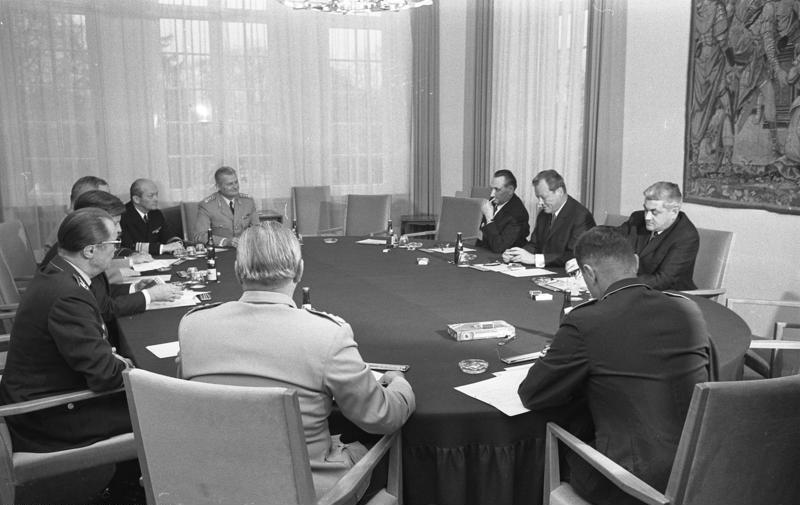
Gert Jeschonnek (links hinten) während eines Gesprächs zwischen Bundeskanzler Willy Brandt mit der Führung der Bundeswehr im Dezember 1969

Gert Jeschonnek (* 30. Oktober 1912 in Liegnitz; † 18. April 1999 in Bonn) war ein deutscher Marineoffizier, zuletzt Vizeadmiral der Bundesmarine sowie von 1967 bis 1971 Inspekteur der Marine.

## Leben
Gert war der Sohn des promovierten Gymnasialdirektors Friedrich Jeschonnek und dessen Ehefrau Anny Jeschonnek, geb. Gardiewski. Sein älterer Bruder war der spätere Generalstabschef der Luftwaffe und Generaloberst Hans Jeschonnek. Gert Jeschonnek heiratete später Elisabeth Crüsemann, mit der er vier Kinder hatte.

### Reichsmarine
Jeschonnek trat 1930 in die Reichsmarine und erhielt seine Grundausbildung bei der II. Schiffsstammdivision der Ostsee in Stralsund und anschließend vom 1. Juli bis 9. Oktober die seemännische Grundausbildung auf dem Segelschulschiff Niobe. Vom 10. Oktober 1930 bis zum 4. Januar 1932 war er zur Ausbildung auf dem Leichten Kreuzer Emden, dann bei der Schiffsstammdivision Ostsee in Stralsund und schließlich an der Marineschule Mürwik. Ab 28. März 1933 nahm er an verschiedenen Waffenlehrgängen an den Waffenschulen Kiel, Flensburg-Mürwik und Wilhelmshaven teil. Abschließend erhielt er ab 2. Oktober 1933 die Bordausbildung zum Fähnrich und Oberfähnrich auf dem Schulschiff Schleswig-Holstein, mit dem er 1934 an einer Norwegen-Reise nach Oslo und zum Hardangerfjord teilnahm. Es folgte vom 15. Februar bis 29. Mai 1935 der Artillerie-Offizier-Lehrgang B an der Schiffsartillerieschule Kiel. Am 1. Oktober 1934 wurde er zum Leutnant zur See befördert.

### Kriegsmarine
Am 30. Mai 1935 wurde Jeschonnek als Zug-Offizier wieder auf der Schleswig-Holstein eingesetzt, die seit dem 2. Mai 1935 das erste Flottenflaggschiff der Kriegsmarine wurde. Vom 28. September 1935 bis zum 27. September 1937 war Jeschonnek Ausbildungsoffizier und Lehrer an der Schiffsartillerieschule Kiel. Vom 28. September 1937 bis 25. Juni 1939 war er II. Artillerie-Offizier auf dem Leichten Kreuzer Nürnberg, wo er am 1. April 1939 zum Kapitänleutnant befördert wurde. Anschließend absolvierte er den Artillerie-Offizier-Lehrgang A an der Schiffsartillerieschule in Kiel und kehrte dann auf die Nürnberg zurück.
Die Nürnberg nahm nach dem Überfall auf Polen an Minenunternehmungen in der Nordsee teil, wo sie in der Nacht vom 12. zum 13. Dezember 1939 von dem britischen U-Boot Salmon torpediert und beschädigt wurde. Von Dezember 1939 bis Mai 1940 musste das Schiff in einer Werft instand gesetzt werden. Nach Abschluss der Reparaturen wurde es nach Trondheim in Norwegen verlegt, wo sich bereits die Schlachtschiffe Scharnhorst und Gneisenau sowie der Schwere Kreuzer Admiral Hipper befanden. Am 25. Juli 1940 geleitete das Schiff die beschädigte Gneisenau nach Kiel und blieb dann ab August 1940 in deutschen Gewässern. Am 15. Oktober 1940 verließ Jeschonnek den Kreuzer und wurde wieder Ausbildungsoffizier und Lehrer an der Schiffsartillerieschule Kiel.
Vom 1. März 1941 bis 1. November 1943 diente er als Artillerieoffizier auf dem Schweren Kreuzer Lützow. Das Schiff lief nach Reparaturarbeiten am 10. Juni 1941 in Begleitung von fünf Zerstörern aus Kiel aus, um im Atlantik im Rahmen des „Unternehmens Sommerreise“ Kreuzerkrieg zu führen. An der Südwestspitze Norwegens erhielt sie am 12. Juni durch eine Bristol Beaufort einen Torpedotreffer an der Backbordseite, musste nach Kiel zurückkehren und wurde bis zum 17. Januar 1942 instand gesetzt. Zwischenzeitlich war Jeschonnek als Ausbildungs-Offizier und Lehrer an der Schiffsartillerieschule Kiel tätig. Im Mai 1942 erfolgte die Verlegung nach Narvik und ab Juli 1942 nahm die Lützow dann als Flaggschiff am Unternehmen Rösselsprung teil, wurde aber durch eine Grundberührung beschädigt und kehrte wieder für Werftarbeiten nach Kiel zurück. Sie wurde ab 8. Dezember 1942 wieder nach Norwegen beordert, wo das Schiff an der Schlacht in der Barentssee teilnahm. Am 1. April 1943 wurde Jeschonnek zum Korvettenkapitän befördert. Im September 1943 erfolgte die Rückkehr der Lützow von Norwegen nach Kiel. Jeschonnek nahm vom 2. November 1943 bis 29. Februar 1944 an einem Lehrgang an der Marinekriegsakademie in Bad Homburg vor der Höhe teil und war anschließend bis Kriegsende 1945 Führungsstabsoffizier 1. Seekriegsleitung (Skl) beim Oberkommando der Kriegsmarine (OKM).

### Bundesmarine

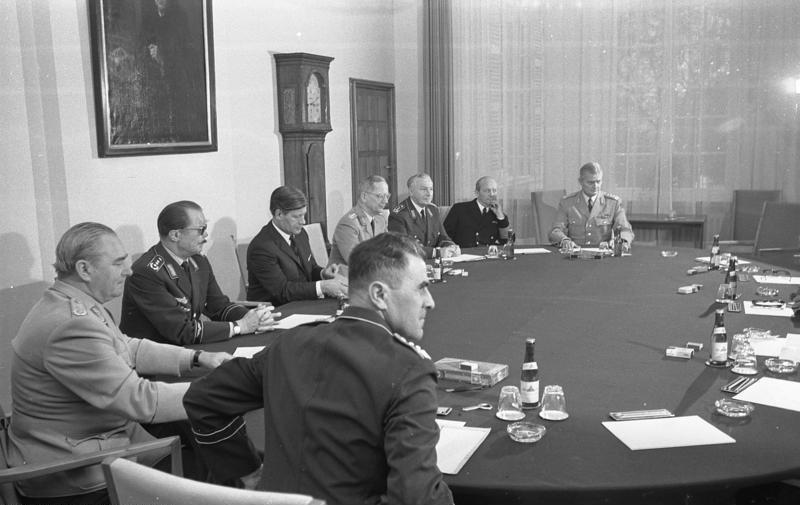
Jeschonnek und andere Angehörige der Bundeswehrführung im Gespräch mit Bundeskanzler Willy Brandt im Dezember 1969

Nach dem Ende des Zweiten Weltkriegs war Jeschonnek bis November 1947 als Referent in der Deutschen Minenräumdienstleitung tätig und anschließend bei der Wasserstraßendirektion Rheinland-Pfalz in Mainz für die Erfassung und verwaltungsmäßige Betreuung der Rheinflotte unter Kontrolle der französischen Besatzungsmacht zuständig. Auf eigenen Wunsch wechselte er danach zur Hauptverwaltung des Seeverkehrs, später Verwaltung für Verkehr des Vereinigten Wirtschaftsgebietes und ab 1949 in das Bundesverkehrsministerium, Abteilung Seeverkehr in Hamburg.

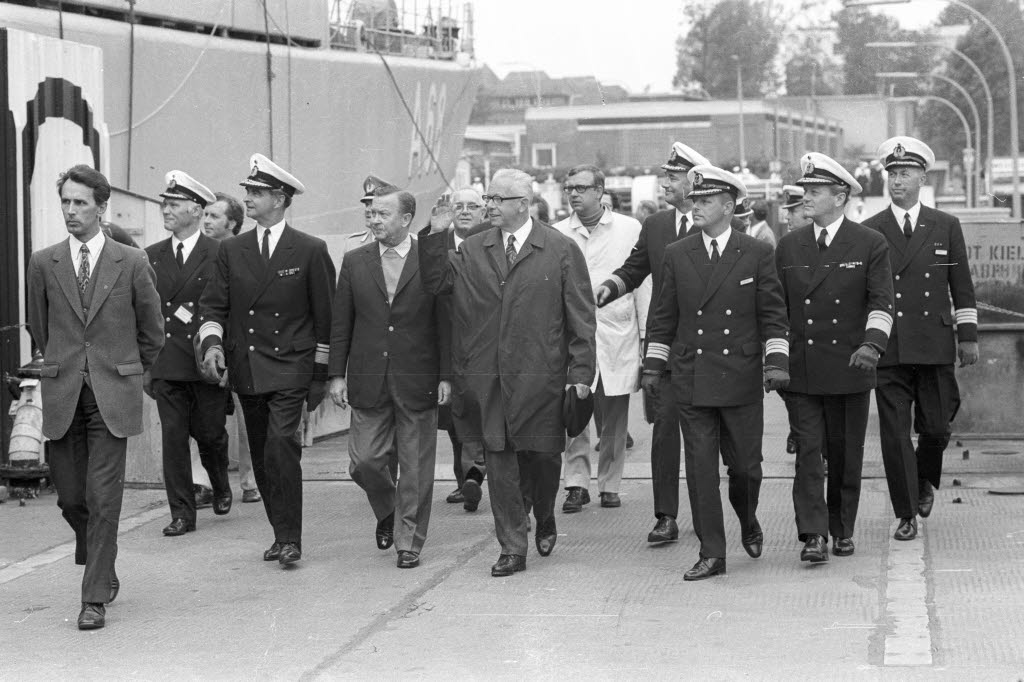
Gert Jeschonnek (Zweiter von rechts) beim Besuch von Bundespräsident Gustav Heinemann auf dem Tender WERRA (A 68) im Tirpitzhafen zur Kieler Woche, 20. Juni 1971

Am 15. April 1952 wurde Jeschonnek auf Anforderung des Bundeskanzleramtes Referent in der Dienststelle Blank. Hier war er u. a. Leiter von II/PI/M/G 3 „Organisation und Ausbildung“ in der Gruppe Marine (II/PI/M). Er gehörte zu den ersten Offizieren der Bundeswehr, die am 12. November 1955 in die neue Bundesmarine aufgenommen wurden, und erhielt den Dienstgrad eines Fregattenkapitäns.
Von August 1956 bis Juni 1957 besuchte Jeschonnek das Naval War College in Newport, USA und wurde danach Referent im Führungsstab der Marine. Am 1. Juni 1958 wurde er als Kapitän zur See in den Stab des Alliierten Seebefehlshabers im Alliierten Hauptquartier Europa (SHAPE) mit Sitz in Fontainebleau (Frankreich) versetzt, wo er Stellvertreter des Chefs des Stabes war. Von 1962 bis 1963 war er Chef des Stabes im Flottenkommando und wurde im März 1963 im Dienstgrad Flottillenadmiral als Leiter der Unterabteilung II Führung wieder in das Bundesministerium der Verteidigung versetzt. Zum Konteradmiral befördert war er von 1965 bis 1967 Stellvertretender Befehlshaber des NATO-Kommandos Ostseezugänge (BALTAP) mit Sitz im dänischen Karup. Am 11. Juni 1967 erhielt er den Dienstgrad eines Vizeadmirals.
Am 1. Oktober 1967 wurde er Inspekteur der Marine und trat am 30. September 1971 von dieser Position in den Ruhestand. Gert Jeschonnek liegt auf dem Kieler Nordfriedhof begraben.

## Auszeichnungen
- 1943: Eisernes Kreuz I. Klasse
- 1945: Kriegsverdienstkreuz mit Schwertern II. Klasse
- 1968: Legion of Merit
- 1971: Großes Verdienstkreuz mit Stern des Verdienstordens der Bundesrepublik Deutschland
- 1971: Kommandeurkreuz der Ehrenlegion[2]